# Rudolf Corn
Rudolf Corn, nemško-slovenski nogometaš, * 30. september 1943, Saalfeld, Nemčija.
Corn je nekdanji profesionalni nogometaš, ki je igral na položaju napadalca. Večji del svoje kariere je igral za Olimpijo, za katero je odigral osem zaporednih sezon med letoma 1962 in 1970. Prve tri sezone v drugi jugoslovanski ligi, ostalih pet po napredovanju Olimpije pa v prvi jugoslovanski ligi. Z Olimpijo je nastopal tudi v pokalu velesejemskih mest v sezoni 1966/67. Leta 1970 je prestopil v francoski Stade Poitevin, kjer je igral dve sezoni.